# Ittoqqortoormiit
Ittoqqortoormiit (Oost-Groenlands: Illoqqortoormiut, Deens: Scoresbysund) is een plaats en voormalige gemeente aan de oostkust van Groenland, aan de monding van het reusachtige fjordcomplex Kangertittivaq (Deens: Scoresby Sund) en aan de rand van het grootste nationale park ter wereld. Op 1 januari 2009 is de gemeente opgeheven en opgegaan in de gemeente Sermersooq. In 2014 telde de plaats 444 inwoners.
De luchthaven van de plaats, genaamd Nerlerit Inaat, ligt op ongeveer 45 km afstand in noordwestelijke richting en is alleen bereikbaar per helikopter of hondenslee.
De plaats werd gesticht in 1925 omdat de bevolking in het zuidelijker gelegen Tasiilaq, op een afstand van 800 km de dichtstbijzijnde nederzetting, te groot werd: er waren niet genoeg dieren voor alle jagers, zodat er hongersnoden waren. Hier aan de rand van het nationale park was een goede omgeving voor de jacht, met ijsberen, muskusossen, walrussen, zeehonden en vogels. Desondanks is de financiële situatie van de inwoners niet goed, vanwege de Europese en Amerikaanse campagnes tegen het doden van zeehonden (al hebben de Inuit nooit babyzeehonden geknuppeld of geschoten).

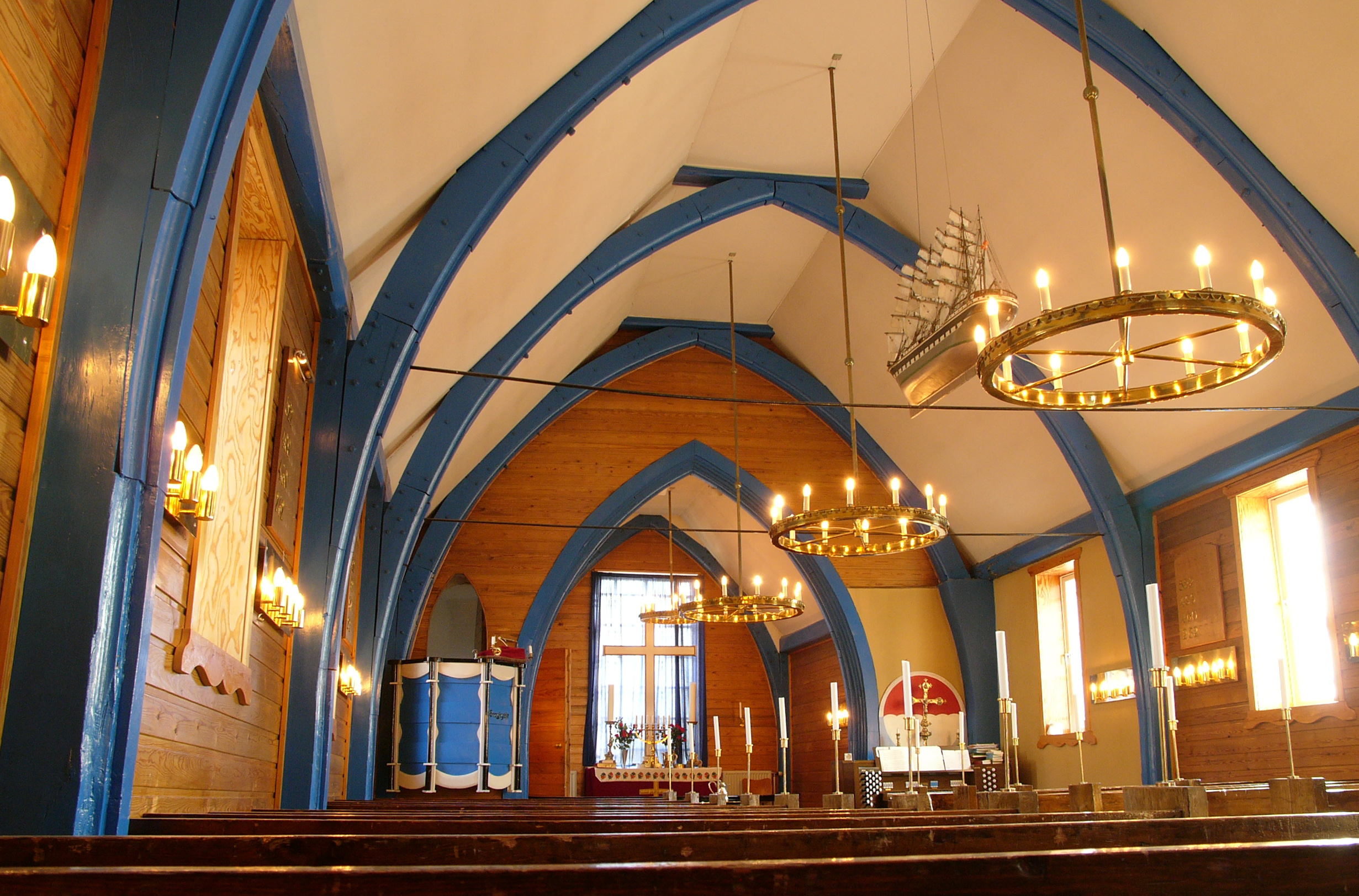
Interieur van het kerkje

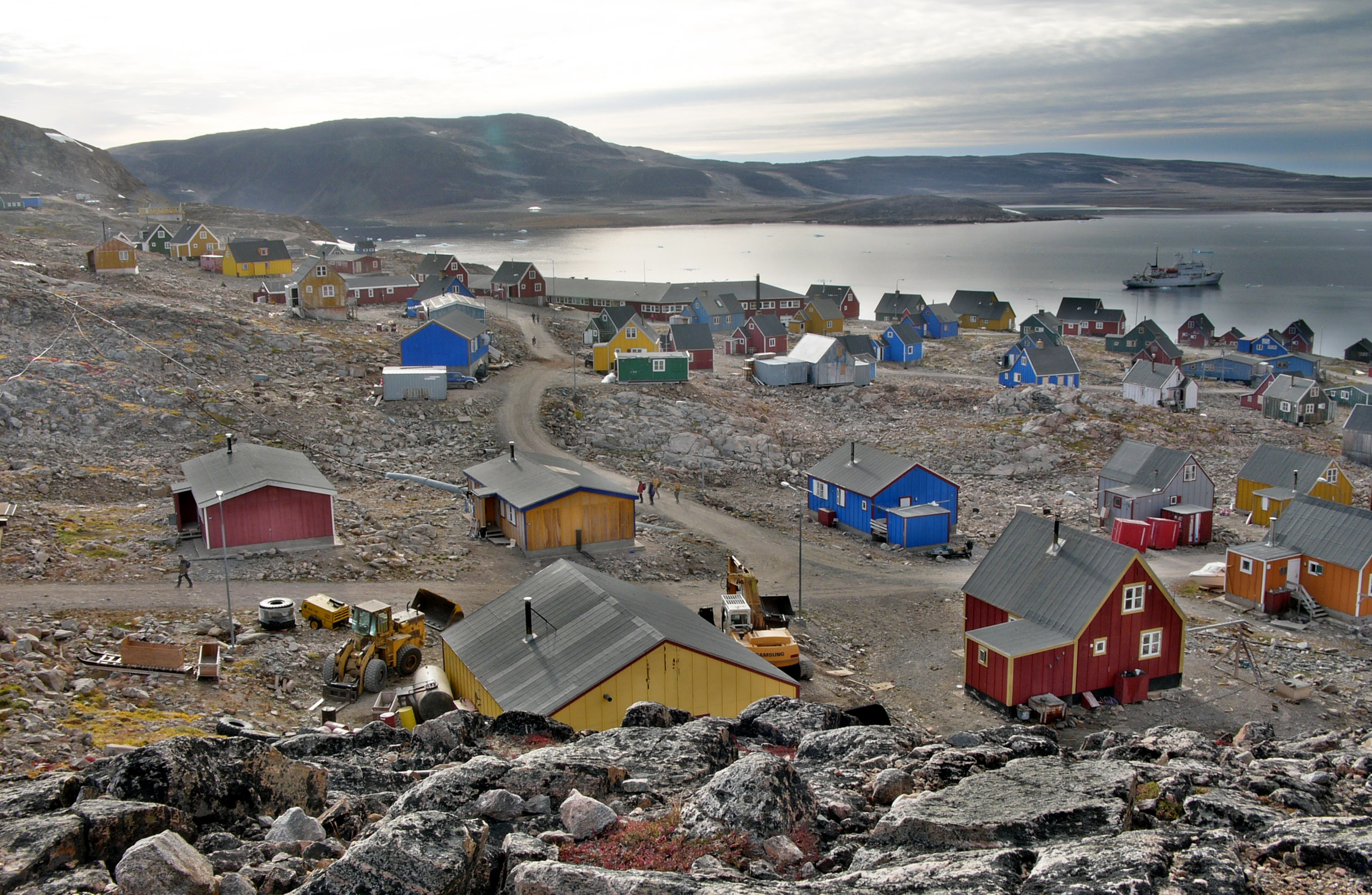
uitzicht op Ittoqqortoormiit

De plaats ligt op de noordoever op enkele kilometers van de monding van de fjord Kangertittivaq. Aan de zuidzijde van de fjord ligt Kaap Brewster en op de noordoever Kaap Tobin. De Groenlandse oostkust telt slechts twee plaatsen. Naast Ittoqqortoormiit is dit Tasiilaq, de grootste plaats.
Voor het programma 3 op Reis maakte programmamaakster Floortje Dessing een uitzending over Ittoqqortoormiit.
- Bibliothèque nationale de France: cb18078159k (data)
- Library of Congress Control Number: n2017053962
- Système universitaire de documentation: 17505259X
- Virtual International Authority File: 223148570465824310118

Voormalige landsdelen: Kitaa  · Tunu  · Avannaa

Voormalige gemeenten: Aasiaat  · Ammassalik · Ilulissat · Ittoqqortoormiit  · Ivittuut · Kangaatsiaq  · Maniitsoq · Nanortalik · Narsaq · Nuuk · Paamiut · Qaanaaq · Qaasuitsup · Qaqortoq · Qasigiannguit · Qeqertarsuaq · Sisimiut · Upernavik · Uummannaq